# دل از من برد و روی از من نهان کرد
غزلی با مطلعِ «دل از من برد و روی از من نهان کرد» غزل شمارهٔ ۱۳۷ از دیوانِ حافظ در تصحیحِ محمد قزوینی و قاسم غنی است.

## در اجراها
محمود محمودی خوانساری در برنامهٔ شمارهٔ ۴۴ از مجموعهٔ گل‌های تازه این غزل را در گوشهٔ شوشتری اجرا کرده است.